# Boharina
Boharina je naselje u slovenskoj Općini Zreču. Boharina se nalazi u pokrajini Štajerskoj i statističkoj regiji Savinjskoj. 

## Stanovništvo
Prema popisu stanovništva iz 2002. godine naselje je imalo 208 stanovnika.